# Tomorrow (utwór muzyczny Gianluki Bezziny)
Tomorrow – utwór maltańskiego piosenkarza Gianluki Bezziniego, wydany w formie singla w 2013 i umieszczony na debiutanckim albumie studyjnym wykonawcy pt. Waiting for Tomorrow (2013). Piosenkę napisali Boris Cezek i Dean Muscat.
W 2012 utwór został zakwalifikowany do programu Malta Eurovision Song Contest 2013 jako jedna z 24 piosenek wybranych spośród 69 propozycji nadesłanych do siedziby telewizji PBS. Piosenka pomyślnie przeszła przez etap półfinałowy i awansowała do finału, w którym zwyciężyła, zostając propozycją reprezentującą Maltę podczas 58. Konkursu Piosenki Eurowizji organizowanego w Malmö. 16 maja 2013 została zaprezentowana przez Bezzinę w drugim półfinale konkursu i z czwartego miejsca awansowała do rozgrywanego dwa dni później finału, w którym otrzymała 120 punktów, zajmując ósme miejsce.

## Lista utworów
CD single
1. „Tomorrow”
2. „I'll Be There”
3. „Tomorrow” (Bezzina Family Version)
4. „Tomorrow” (Karaoke Version)

## Notowania na listach przebojów
| Kraj            | Lista (2013)              | Najwyższe miejsce |
| --------------- | ------------------------- | ----------------- |
| Wielka Brytania | Top 50 Indie Singles      | 10                |
| Wielka Brytania | Top 100 Singles           | 66                |
| Holandia        | Top 100 Singles           | 32                |
| Belgia          | Top 50 Singles (Walonia)  | 48                |
| Belgia          | Top 50 Singles (Flandria) | 74                |
| Irlandia        | Top 100 Singles           | 69                |